# Coppa del mondo CONIFA 2016
La Coppa del mondo CONIFA 2016 (inglese: 2016 CONIFA World Football Cup) è stata la 2ª edizione della Coppa del mondo CONIFA organizzata dalla CONIFA, federazione internazionale di calcio fondata nel 2013 alla quale sono affiliate squadre che rappresentano le nazioni, le dipendenze, gli Stati senza un riconoscimento internazionale, le minoranze etniche, i popoli senza Stato, le regioni e le micronazioni non affiliate alla FIFA, e si è svolta dal 28 maggio all'28 giugno 2016.
Il torneo è stato vinto dall'Abcasia.

## Infrastrutture

### Città e stadi
| Città   | Stadio                   | capacità |
| Abcasia | Abcasia                  | Abcasia  |
| ------- | ------------------------ | -------- |
| Sukhumi | Dinamo Stadium           | 4.300    |
| Gagra   | Daur Akhvlediani Stadium | 1.500    |

## Squadre
| Squadra                   | Continente | Partecipazioni precedenti | Ultima presenza |
| ------------------------- | ---------- | ------------------------- | --------------- |
| Abcasia                   | Europa     | 1 (2014)                  | Lapponia 2014   |
| Armenia occidentale       | Europa     | nessuna                   | esordiente      |
| Cipro del Nord            | Europa     | nessuna                   | esordiente      |
| Coreani uniti in Giappone | Asia       | nessuna                   | esordiente      |
| Isole Chagos              | Asia       | nessuna                   | esordiente      |
| Kurdistan                 | Asia       | 1 (2014)                  | Lapponia 2014   |
| Lapponia                  | Europa     | 1 (2014)                  | Lapponia 2014   |
| Padania                   | Europa     | 1 (2014)                  | Lapponia 2014   |
| Panjab                    | Asia       | nessuna                   | esordiente      |
| Rezia                     | Europa     | nessuna                   | esordiente      |
| Somaliland                | Africa     | nessuna                   | esordiente      |
| Terra dei Siculi          | Europa     | nessuna                   | esordiente      |

## Risultati

### Fase a gironi

#### Gruppo A
| Pos | Squadra             | G | V | N | P | GF | GS | DG  | Pt | Risultato                             |
| --- | ------------------- | - | - | - | - | -- | -- | --- | -- | ------------------------------------- |
| 1   | Abcasia             | 2 | 2 | 0 | 0 | 10 | 0  | +10 | 6  | Qualificate alla fase successiva      |
| 2   | Armenia occidentale | 2 | 1 | 0 | 1 | 12 | 1  | +11 | 3  | Qualificate alla fase successiva      |
| 3   | Isole Chagos        | 2 | 0 | 0 | 2 | 0  | 21 | −21 | 0  | Qualificata al torneo per il 9º posto |

|  | Abcasia | 9 – 0 referto | Isole Chagos |  |

|  | Armenia occidentale | 12 – 0 referto | Isole Chagos |  |

|  | Abcasia | 1 – 0 referto | Armenia occidentale |  |

#### Gruppo B
| Pos | Squadra                   | G | V | N | P | GF | GS | DG | Pt | Risultato                             |
| --- | ------------------------- | - | - | - | - | -- | -- | -- | -- | ------------------------------------- |
| 1   | Kurdistan                 | 2 | 2 | 0 | 0 | 6  | 0  | +6 | 6  | Qualificate alla fase successiva      |
| 2   | Coreani uniti in Giappone | 2 | 1 | 0 | 1 | 1  | 3  | −2 | 3  | Qualificate alla fase successiva      |
| 3   | Terra dei Siculi          | 2 | 0 | 0 | 2 | 0  | 4  | −4 | 0  | Qualificata al torneo per il 9º posto |

|  | Kurdistan | 3 – 0 referto | Terra dei Siculi |  |

|  | Coreani uniti in Giappone | 1 – 0 referto | Terra dei Siculi |  |

|  | Kurdistan | 3 – 0 referto | Coreani uniti in Giappone |  |

#### Gruppo C
| Pos | Squadra        | G | V | N | P | GF | GS | DG  | Pt | Risultato                             |
| --- | -------------- | - | - | - | - | -- | -- | --- | -- | ------------------------------------- |
| 1   | Cipro del Nord | 2 | 2 | 0 | 0 | 9  | 1  | +8  | 6  | Qualificate alla fase successiva      |
| 2   | Padania        | 2 | 1 | 0 | 1 | 7  | 2  | +5  | 3  | Qualificate alla fase successiva      |
| 3   | Rezia          | 2 | 0 | 0 | 2 | 0  | 13 | −13 | 0  | Qualificata al torneo per il 9º posto |

|  | Cipro del Nord | 2 – 1 referto | Padania |  |

|  | Padania | 6 – 0 referto | Rezia |  |

|  | Cipro del Nord | 7 – 0 referto | Rezia |  |

#### Gruppo D
| Pos | Squadra    | G | V | N | P | GF | GS | DG  | Pt | Risultato                             |
| --- | ---------- | - | - | - | - | -- | -- | --- | -- | ------------------------------------- |
| 1   | Panjab     | 2 | 2 | 0 | 0 | 6  | 0  | +6  | 6  | Qualificate alla fase successiva      |
| 2   | Lapponia   | 2 | 1 | 0 | 1 | 5  | 1  | +4  | 3  | Qualificate alla fase successiva      |
| 3   | Somaliland | 2 | 0 | 0 | 2 | 0  | 10 | −10 | 0  | Qualificata al torneo per il 9º posto |

|  | Lapponia | 5 – 0 referto | Somaliland |  |

|  | Panjab | 1 – 0 referto | Lapponia |  |

|  | Panjab | 5 – 0 referto | Somaliland |  |

## Fase a eliminazione diretta

### Tabellone
|  | Quarti di finale          | Quarti di finale          | Quarti di finale |         |                | Semifinali     | Semifinali | Semifinali |                |                 | Finale          | Finale          | Finale |  |
|  |                           |                           |                  |         |                |                |            |            |                |                 |                 |                 |        |  |
|  | Coreani uniti in Giappone | Coreani uniti in Giappone | 1 (2)            |         |                |                |            |            |                |                 |                 |                 |        |  |
|  | Coreani uniti in Giappone | Coreani uniti in Giappone | 1 (2)            |         |                |                |            |            |                |                 |                 |                 |        |  |
|  | Cipro del Nord (dtr)      | Cipro del Nord (dtr)      | 1 (4)            |         |                |                |            |            |                |                 |                 |                 |        |  |
|  | Cipro del Nord (dtr)      | Cipro del Nord (dtr)      | 1 (4)            |         | Cipro del Nord | Cipro del Nord | 0          |            |                |                 |                 |                 |        |  |
|  |                           |                           |                  |         | Cipro del Nord | Cipro del Nord | 0          |            |                |                 |                 |                 |        |  |
|  |                           |                           | Abcasia          | Abcasia | 2              |                |            |            |                |                 |                 |                 |        |  |
|  | Abcasia                   | Abcasia                   | Abcasia          | Abcasia | 2              | 2              |            |            |                |                 |                 |                 |        |  |
|  | Abcasia                   | Abcasia                   |                  |         |                |                |            |            |                |                 |                 |                 |        |  |
|  | Lapponia                  | Lapponia                  | 0                |         |                |                |            |            |                |                 |                 |                 |        |  |
|  | Lapponia                  | Lapponia                  | 0                |         | Abcasia (dtr)  | Abcasia (dtr)  | 1 (6)      |            |                |                 |                 |                 |        |  |
|  |                           |                           |                  |         |                |                |            |            |                |                 |                 |                 |        |  |
|  |                           |                           | Panjab           | Panjab  | 1 (5)          |                |            |            |                |                 |                 |                 |        |  |
|  | Kurdistan                 | Kurdistan                 | Panjab           | Panjab  | 1 (5)          | 2 (6)          |            |            |                |                 |                 |                 |        |  |
|  | Kurdistan                 | Kurdistan                 |                  |         |                | 2 (6)          |            |            |                |                 |                 |                 |        |  |
|  | Padania (dtr)             | Padania (dtr)             | 2 (7)            |         |                |                |            |            |                |                 |                 |                 |        |  |
|  | Padania (dtr)             | Padania (dtr)             | 2 (7)            |         | Padania        | Padania        | 0          |            |                | Finale 3º posto | Finale 3º posto | Finale 3º posto |        |  |
|  |                           |                           |                  |         | Padania        | Padania        | 0          |            |                |                 |                 |                 |        |  |
|  |                           |                           | Panjab           | Panjab  | 1              |                |            |            |                |                 |                 |                 |        |  |
|  | Armenia occidentale       | Armenia occidentale       | Panjab           | Panjab  | 1              | 2              |            |            | Cipro del Nord | Cipro del Nord  | 2               |                 |        |  |
|  | Armenia occidentale       | Armenia occidentale       |                  |         |                |                |            |            | Cipro del Nord | Cipro del Nord  | 2               |                 |        |  |
|  | Panjab                    | Panjab                    | 3                |         |                | Padania        | Padania    | 0          |                |                 |                 |                 |        |  |

### Quarti di finale
| 1º giugno 2016                                                                                   | Cipro del Nord       | 1 – 1           | Coreani uniti in Giappone |  |
| \| \| \| \| \| Unal Kaya 31’ \| Marcatori \| 54’ On Song-Tae \| \| \| Tiri di rigore 4 – 2 \| \| |                      |                 |                           |  |
|                                                                                                  |                      |                 |                           |  |
| Unal Kaya 31’                                                                                    | Marcatori            | 54’ On Song-Tae |                           |  |
|                                                                                                  | Tiri di rigore 4 – 2 |                 |                           |  |

| 1º giugno 2016                                            | Abcasia   | 2 – 0 | Lapponia |  |
| \| \| \| \| \| Dmitri Kortava 35’, 73’ \| Marcatori \| \| |           |       |          |  |
|                                                           |           |       |          |  |
| Dmitri Kortava 35’, 73’                                   | Marcatori |       |          |  |

| 1º giugno 2016 | Kurdistan            | 2 – 2                              | Padania |  |
| \| \| \| \| \| Matteo Prandelli 22’ (aut.) Jassim Mohammed Haji 25’ \| Marcatori \| 13’ Luca Ferri 71’ Marco Garavelli \| \| \| Tiri di rigore 6 – 7 \| \| |                      |                                    |         |  |
| |                      |                                    |         |  |
| Matteo Prandelli 22’ (aut.) Jassim Mohammed Haji 25’ | Marcatori            | 13’ Luca Ferri 71’ Marco Garavelli |         |  |
| | Tiri di rigore 6 – 7 |                                    |         |  |

| 1º giugno 2016                                                                               | Armenia occidentale | 2 – 3                     | Panjab |  |
| \| \| \| \| \| Tamaz Avolian 67’ Raffi Kaya 79’ \| Marcatori \| 2’, 36’, 44’ Amar Pureval \| |                     |                           |        |  |
|                                                                                              |                     |                           |        |  |
| Tamaz Avolian 67’ Raffi Kaya 79’                                                             | Marcatori           | 2’, 36’, 44’ Amar Pureval |        |  |

### Semifinali
| 4 giugno 2016                                                       | Cipro del Nord | 0 – 2 referto                     | Abcasia |  |
| \| \| \| \| \| \| Marcatori \| 9’ Levan Logua 69’ Ruslan Shoniya \| |                |                                   |         |  |
|                                                                     |                |                                   |         |  |
|                                                                     | Marcatori      | 9’ Levan Logua 69’ Ruslan Shoniya |         |  |

| 4 giugno 2016                                      | Padania   | 0 – 1 referto    | Panjab |  |
| \| \| \| \| \| \| Marcatori \| 76’ Jhai Dhillon \| |           |                  |        |  |
|                                                    |           |                  |        |  |
|                                                    | Marcatori | 76’ Jhai Dhillon |        |  |

### Finale 3º posto
| 5 giugno 2016                                                        | Cipro del Nord | 2 – 0 referto | Padania |  |
| \| \| \| \| \| Halil Turan 50’ Tansel Ekingen 79’ \| Marcatori \| \| |                |               |         |  |
|                                                                      |                |               |         |  |
| Halil Turan 50’ Tansel Ekingen 79’                                   | Marcatori      |               |         |  |

### Finale
| 5 giugno 2016 | Abcasia              | 1 – 1 referto                                                                                              | Panjab |  |
| \| \| \| \| \| Ruslan Shoniya 88’ \| Marcatori \| 57’ Amar Purewal \| \| Anri Khagba Anri Chaguš Dmitriy Akhba Tarash Khagba Ruslan Shoniya Alan Robertovich Khugayev Shabat Logua Vladimir Argun \| Tiri di rigore 6 – 5 \| Amar Purewal Radjpal Virk Terlochan Singh Karum Shanker Jhai Dhillon Aran Basi Amarvir Sandhu Aaron Minhas \| |                      | |        |  |
| |                      | |        |  |
| Ruslan Shoniya 88’ | Marcatori            | 57’ Amar Purewal                                                                                           |        |  |
| Anri Khagba Anri Chaguš Dmitriy Akhba Tarash Khagba Ruslan Shoniya Alan Robertovich Khugayev Shabat Logua Vladimir Argun | Tiri di rigore 6 – 5 | Amar Purewal Radjpal Virk Terlochan Singh Karum Shanker Jhai Dhillon Aran Basi Amarvir Sandhu Aaron Minhas |        |  |

### Torneo per il 5º posto
|  | Semifinali 5º-8º posto    | Semifinali 5º-8º posto    | Semifinali 5º-8º posto |                     |          | Finale 5º posto                 | Finale 5º posto                 | Finale 5º posto |  |
|  |                           |                           |                        |                     |          |                                 |                                 |                 |  |
|  | Coreani uniti in Giappone | Coreani uniti in Giappone | 1                      |                     |          |                                 |                                 |                 |  |
|  | Coreani uniti in Giappone | Coreani uniti in Giappone | 1                      |                     |          |                                 |                                 |                 |  |
|  | Lapponia                  | Lapponia                  | 2                      |                     |          |                                 |                                 |                 |  |
|  | Lapponia                  | Lapponia                  | 2                      |                     | Lapponia | Lapponia                        | 3                               |                 |  |
|  |                           |                           |                        |                     | Lapponia | Lapponia                        | 3                               |                 |  |
|  |                           |                           | Armenia occidentale    | Armenia occidentale | 0        |                                 |                                 |                 |  |
|  | Kurdistan                 | Kurdistan                 | Armenia occidentale    | Armenia occidentale | 0        | 0 (5)                           |                                 |                 |  |
|  | Kurdistan                 | Kurdistan                 |                        |                     |          | 0 (5)                           |                                 |                 |  |
|  | Armenia occidentale (dtr) | Armenia occidentale (dtr) | 0 (6)                  |                     |          | Finale 7º posto                 | Finale 7º posto                 | Finale 7º posto |  |
|  | Armenia occidentale (dtr) | Armenia occidentale (dtr) | 0 (6)                  |                     |          |                                 |                                 |                 |  |
|  |                           |                           |                        |                     |          |                                 |                                 |                 |  |
|  |                           |                           |                        |                     |          | Coreani uniti in Giappone (dtr) | Coreani uniti in Giappone (dtr) | 1 (4)           |  |
|  |                           |                           |                        |                     |          | Coreani uniti in Giappone (dtr) | Coreani uniti in Giappone (dtr) | 1 (4)           |  |
|  |                           |                           |                        |                     |          | Kurdistan                       | Kurdistan                       | 1 (2)           |  |

|  | Coreani uniti in Giappone | 1 – 2 referto | Lapponia |  |

|                                              | Kurdistan            | 0 – 0 referto | Armenia occidentale |  |
| \| \| \| \| \| \| Tiri di rigore 5 – 6 \| \| |                      |               |                     |  |
|                                              |                      |               |                     |  |
|                                              | Tiri di rigore 5 – 6 |               |                     |  |

|                                              | Coreani uniti in Giappone | 1 – 1 referto | Kurdistan |  |
| \| \| \| \| \| \| Tiri di rigore 4 – 2 \| \| |                           |               |           |  |
|                                              |                           |               |           |  |
|                                              | Tiri di rigore 4 – 2      |               |           |  |

|  | Lapponia | 3 – 0 referto | Armenia occidentale |  |

### Torneo per il 9º posto
|  | Semifinali 9º-12º posto | Semifinali 9º-12º posto | Semifinali 9º-12º posto |                  |            | Finale 9º posto  | Finale 9º posto  | Finale 9º posto  |  |
|  |                         |                         |                         |                  |            |                  |                  |                  |  |
|  | Isole Chagos            | Isole Chagos            | 2                       |                  |            |                  |                  |                  |  |
|  | Isole Chagos            | Isole Chagos            | 2                       |                  |            |                  |                  |                  |  |
|  | Somaliland              | Somaliland              | 3                       |                  |            |                  |                  |                  |  |
|  | Somaliland              | Somaliland              | 3                       |                  | Somaliland | Somaliland       | 3                |                  |  |
|  |                         |                         |                         |                  | Somaliland | Somaliland       | 3                |                  |  |
|  |                         |                         | Terra dei Siculi        | Terra dei Siculi | 10         |                  |                  |                  |  |
|  | Terra dei Siculi        | Terra dei Siculi        | Terra dei Siculi        | Terra dei Siculi | 10         | 7                |                  |                  |  |
|  | Terra dei Siculi        | Terra dei Siculi        |                         |                  |            | 7                |                  |                  |  |
|  | Rezia                   | Rezia                   | 0                       |                  |            | Finale 11º posto | Finale 11º posto | Finale 11º posto |  |
|  | Rezia                   | Rezia                   | 0                       |                  |            |                  |                  |                  |  |
|  |                         |                         |                         |                  |            |                  |                  |                  |  |
|  |                         |                         |                         |                  |            | Isole Chagos     | Isole Chagos     | 3 (2)            |  |
|  |                         |                         |                         |                  |            | Isole Chagos     | Isole Chagos     | 3 (2)            |  |
|  |                         |                         |                         |                  |            | Rezia (dtr)      | Rezia (dtr)      | 3 (3)            |  |

|  | Isole Chagos | 2 – 3 referto | Somaliland |  |

|  | Terra dei Siculi | 7 – 0 referto | Rezia |  |

|                                              | Isole Chagos         | 3 – 3 referto | Rezia |  |
| \| \| \| \| \| \| Tiri di rigore 2 – 3 \| \| |                      |               |       |  |
|                                              |                      |               |       |  |
|                                              | Tiri di rigore 2 – 3 |               |       |  |

|  | Somaliland | 3 – 10 referto | Terra dei Siculi |  |

## Classifica finale
| Pos | Gr | Squadra                   | G | V | N | P | GF | GS | DG  |
| --- | -- | ------------------------- | - | - | - | - | -- | -- | --- |
| 1   | A  | Abcasia                   | 5 | 4 | 1 | 0 | 15 | 1  | +14 |
| 2   | D  | Panjab                    | 5 | 4 | 1 | 0 | 11 | 3  | +8  |
| 3   | C  | Cipro del Nord            | 5 | 3 | 1 | 1 | 12 | 4  | +8  |
| 4   | C  | Padania                   | 5 | 1 | 1 | 3 | 9  | 7  | +2  |
|     |    |                           |   |   |   |   |    |    |     |
| 5   | D  | Lapponia                  | 5 | 3 | 0 | 2 | 10 | 4  | +6  |
| 6   | A  | Armenia occidentale       | 5 | 1 | 1 | 3 | 14 | 7  | +7  |
| 7   | B  | Coreani uniti in Giappone | 5 | 1 | 2 | 2 | 4  | 7  | −3  |
| 8   | B  | Kurdistan                 | 5 | 2 | 3 | 0 | 9  | 3  | +6  |
|     |    |                           |   |   |   |   |    |    |     |
| 9   | B  | Terra dei Siculi          | 4 | 2 | 0 | 2 | 17 | 7  | +10 |
| 10  | D  | Somaliland                | 4 | 1 | 0 | 3 | 6  | 22 | −16 |
| 11  | C  | Rezia                     | 4 | 0 | 1 | 3 | 3  | 23 | −20 |
| 12  | A  | Isole Chagos              | 4 | 0 | 1 | 3 | 5  | 27 | −22 |

## Statistiche

### Classifica marcatori
7 reti
- Amar Purewal

6 reti
- David Ghandilyan

5 reti
- Matteo Prandelli
- Dmitri Kortava
- Hodgyai László

4 reti
- Halil Turan
- Ruslan Shoniya
- Barna Vekas

3 reti
- Esin Sonay
- Petru Silion

2 reti
- Albert Prus
- Armen Kapikiyan
- Tamaz Avolian
- Hunar Ahmed
- Gurjit Singh
- Ünal Kaya
- Tansel Ekingen

1 reti
- Vladimir Argun
- Dmitri Akhba
- Astamur Tarba
- Victor Pimpia
- Levan Logua
- Massis Kaya
- Ruslan Trapizoyan
- Vahagn Militosyan
- Hiraç Yagan
- Farhang Wriya
- Harhan Shakor
- Diyar Rahman
- Miran Khesro
- Jassim Mohammed Haji
- Lee Son Chon
- Song Tae On
- Kim Su-Yong
- An Suug-Tae
- Nicolo Mercorillo
- Andrea Rota
- Luca Ferri
- Marco Caravelli
- Hüseyin Sadiklar
- Lars Iver Strand
- Jarkko Lahdenmäkl
- Jon Steiner Eriksen
- Stein Arne Mannsverk
- Hans Age Yndestad
- Jørgen Nilsen Jerijärvi
- Arjun Purewal
- Omar Rio Riaz
- Moebarik Mohamad
- István Hadnagy
- Mate Peter
- Denis Csiki
- Ákos Kovacs
- Jozsef Gazda

1 autorete
- Matteo Prandelli (pro Kurdistan)